# Panamerikanische Spiele 2015/Leichtathletik – Siebenkampf der Frauen

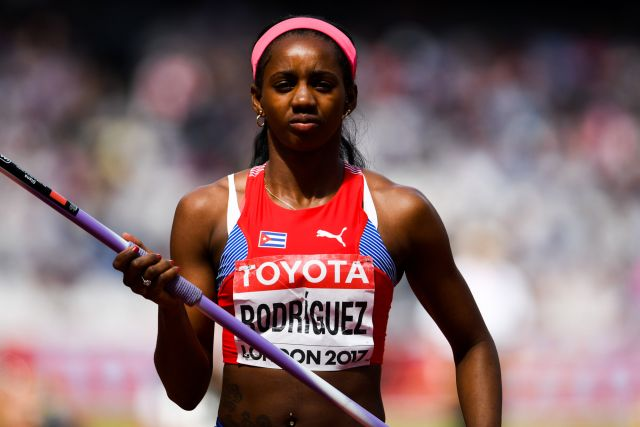
Die Siegerin Yorgelis Rodríguez (2017)

Der Siebenkampf der Frauen bei den Panamerikanischen Spielen 2015 fand am 24. und 25. August 2015 im CIBC Pan Am und Parapan Am Athletics Stadium in Toronto statt.
Zwölf Siebenkämpferinnen aus acht Ländern nahmen an dem Wettbewerb teil. Die Goldmedaille gewann Yorgelis Rodríguez mit 6332 Punkten, was auch ein neuer Rekord der Panamerikanischen Spiele war. Silber ging an Heather Miller mit 6178 Punkten und die Bronzemedaille gewann Vanessa Spínola mit 6035 Punkten.

## Rekorde
Vor dem Wettbewerb galten folgende Rekorde:
| Weltrekord        | Jackie Joyner-Kersee | 7291 Punkte | Olympische Spiele in Seoul, Südkorea        | 24. September 1988 |
| Rekord der Spiele | Magalys García       | 6290 Punkte | Panamerikanische Spiele in Winnipeg, Kanada | 28. Juli 1999      |

## Zeitplan
| 24. August   |           |
| 100 m Hürden | 10:45 Uhr |
| Hochsprung   | 11:30 Uhr |
| Kugelstoßen  | 17:50 Uhr |
| 200 m        | 19:10 Uhr |
| 25. August   |           |
| Weitsprung   | 18:35 Uhr |
| Speerwurf    | 19:55 Uhr |
| 800 m        | 21:35 Uhr |

## Ergebnisse

### 100 m Hürden
| Platz | Athletin           | Land      | Zeit (s) | Punkte |
| ----- | ------------------ | --------- | -------- | ------ |
| 1     | Yorgelis Rodríguez | Kuba      | 13,81    | 1005   |
| 2     | Yusleidys Mendieta | Kuba      | 13,89    | 994    |
| 3     | Vanessa Spínola    | Brasilien | 14,03    | 974    |
| 4     | Jessamyn Sauceda   | Mexiko    | 14,09    | 966    |
| 5     | Tamara de Sousa    | Brasilien | 14,33    | 932    |
| 6     | Evelis Aguilar     | Kolumbien | 14,35    | 929    |
| 7     | Jillian Drouin     | Kanada    | DSQ 1    | 0      |

| Platz | Athletin            | Land               | Zeit (s) | Punkte |
| ----- | ------------------- | ------------------ | -------- | ------ |
| 1     | Jessica Zelinka     | Kanada             | 13,12    | 1106   |
| 2     | Heather Miller      | Vereinigte Staaten | 13,66    | 1027   |
| 3     | Anna Camila Pirelli | Paraguay           | 13,72    | 1018   |
| 4     | Breanna Leslie      | Vereinigte Staaten | 13,73    | 1017   |
| 5     | Alysbeth Félix      | Puerto Rico        | 13,96    | 984    |

| Platz | Athletin  | Punkte |
| ----- | --------- | ------ |
| 1     | Zelinka   | 1106   |
| 2     | Miller    | 1027   |
| 3     | Pirelli   | 1018   |
| 4     | Leslie    | 1017   |
| 5     | Rodríguez | 1005   |
| 6     | Mendieta  | 994    |
| 7     | Felix     | 984    |
| 8     | Spínola   | 974    |
| 9     | Sauceda   | 966    |
| 10    | de Sousa  | 932    |
| 11    | Aguilar   | 929    |
| 12    | Drouin    | 0      |

### Hochsprung
24. August 2015, 11:30 Uhr
| Platz | Athletin            | 1,47 1,68 | 1,50 1,71 | 1,53 1,74 | 1,56 1,77 | 1,59 1,80 | 1,62 1,83 | 1,65 1,86 | Höhe (m) | Punkte |
| ----- | ------------------- | --------- | --------- | --------- | --------- | --------- | --------- | --------- | -------- | ------ |
| 1     | Yorgelis Rodríguez  | –         | – o       | –         | – o       | – o       | – o       | – xxx     | 1,83     | 1016   |
| 2     | Jillian Drouin      | –         | – o       | – o       | – o       | – o       | – xxx     | –         | 1,80     | 978    |
| 3     | Heather Miller      | – o       | – o       | – o       | – xo      | – xxo     | – xxx     | xo        | 1,80     | 978    |
| 4     | Vanessa Spínola     | – o       | – o       | – o       | – xxo     | – xxx     | o         | o         | 1,77     | 941    |
| 5     | Alysbeth Félix      | – o       | – xxo     | – xo      | – xxx     | –         | –         | o         | 1,74     | 903    |
| 5     | Jessamyn Sauceda    | – xo      | – xo      | – xo      | – xxx     | o         | o         | o         | 1,74     | 903    |
| 7     | Evelis Aguilar      | – o       | o xxx     | –         | o         | o         | o         | 0         | 1,68     | 830    |
| 8     | Tamara de Sousa     | – xo      | – xxx     | –         | –         | –         | o         | xo        | 1,68     | 830    |
| 8     | Breanna Leslie      | – xo      | – xxx     | –         | –         | –         | xo        | o         | 1,68     | 830    |
| 10    | Yusleidys Mendieta  | –         | – xxx     | –         | –         | –         | –         | o         | 1,65     | 795    |
| 11    | Jessica Zelinka     | – xxx     | –         | –         | o         | o         | o         | xxo       | 1,65     | 795    |
| 12    | Anna Camila Pirelli | o         | xo        | o         | o         | xxx       |           |           | 1,56     | 689    |

| Platz | Athletin  | Punkte |
| ----- | --------- | ------ |
| 1     | Rodríguez | 2021   |
| 2     | Miller    | 2005   |
| 3     | Spínola   | 1915   |
| 4     | Zelinka   | 1901   |
| 5     | Felix     | 1887   |
| 6     | Sauceda   | 1869   |
| 7     | Leslie    | 1847   |
| 8     | Mendieta  | 1789   |
| 9     | Pirelli   | 1707   |
| 10    | de Sousa  | 1762   |
| 11    | Aguilar   | 1759   |
| 12    | Drouin    | 978    |

### Kugelstoßen
24. August 2015, 17:50 Uhr
| Platz | Athletin            | 1. Versuch | 2. Versuch | 3. Versuch | Weite (m) | Punkte |
| ----- | ------------------- | ---------- | ---------- | ---------- | --------- | ------ |
| 1     | Yusleidys Mendieta  | 12,73      | 14,40      | 13,45      | 14,40     | 821    |
| 2     | Vanessa Spínola     | 13,84      | 14,32      | 14,20      | 14,32     | 815    |
| 3     | Yorgelis Rodríguez  | 13,08      | 14,14      | x          | 14,14     | 803    |
| 4     | Tamara de Sousa     | 13,94      | 13,90      | x          | 13,94     | 790    |
| 5     | Jessica Zelinka     | 13,08      | 13,55      | 13,87      | 13,87     | 785    |
| 6     | Anna Camila Pirelli | 13,32      | 12,41      | 13,25      | 13,32     | 749    |
| 7     | Jillian Drouin      | 12,12      | x          | 12,80      | 12,80     | 714    |
| 8     | Evelis Aguilar      | 12,55      | 11,97      | 12,15      | 12,55     | 698    |
| 9     | Heather Miller      | 12,20      | 12,02      | 12,34      | 12,34     | 684    |
| 10    | Jessamyn Sauceda    | 11,89      | 12,16      | 11,39      | 12,16     | 672    |
| 11    | Breanna Leslie      | 9,79       | 11,85      | 10,89      | 11,85     | 651    |
| 12    | Alysbeth Félix      | 11,12      | 10,94      | 9,64       | 11,12     | 603    |

| Platz | Athletin  | Punkte |
| ----- | --------- | ------ |
| 1     | Rodríguez | 2824   |
| 2     | Spínola   | 2730   |
| 3     | Miller    | 2689   |
| 4     | Zelinka   | 2686   |
| 5     | Mendieta  | 2610   |
| 6     | de Sousa  | 2552   |
| 7     | Sauceda   | 2541   |
| 8     | Felix     | 2490   |
| 9     | Leslie    | 2498   |
| 10    | Aguilar   | 2457   |
| 11    | Pirelli   | 2456   |
| 12    | Drouin    | 1692   |

### 200 m
| Platz | Athletin            | Zeit (s) | Punkte |
| ----- | ------------------- | -------- | ------ |
| 1     | Yorgelis Rodríguez  | 24,25    | 957    |
| 2     | Jessica Zelinka     | 24,47    | 936    |
| 3     | Jessamyn Sauceda    | 25,11    | 877    |
| 4     | Tamara de Sousa     | 25,18    | 870    |
| 5     | Anna Camila Pirelli | 25,48    | 843    |
| 6     | Jillian Drouin      | 25,51    | 841    |

| Platz | Athletin           | Zeit (s) | Punkte |
| ----- | ------------------ | -------- | ------ |
| 1     | Evelis Aguilar     | 23,99    | 982    |
| 2     | Vanessa Spínola    | 24,00    | 981    |
| 3     | Yusleidys Mendieta | 24,22    | 960    |
| 4     | Heather Miller     | 24,30    | 952    |
| 5     | Breanna Leslie     | 24,58    | 926    |
| 6     | Alysbeth Félix     | 24,69    | 915    |

| Platz | Athletin  | Punkte |
| ----- | --------- | ------ |
| 1     | Rodríguez | 3781   |
| 2     | Spínola   | 3711   |
| 3     | Miller    | 3641   |
| 4     | Zelinka   | 3622   |
| 5     | Mendieta  | 3570   |
| 6     | Aguilar   | 3439   |
| 7     | Leslie    | 3424   |
| 8     | de Sousa  | 3422   |
| 9     | Sauceda   | 3418   |
| 10    | Felix     | 3405   |
| 11    | Pirelli   | 3299   |
| 12    | Drouin    | 2533   |

### Weitsprung
25. August 2015, 18:35 Uhr
| Platz | Athletin            | 1. Versuch | 2. Versuch | 3. Versuch | Weite (m) | Punkte |
| ----- | ------------------- | ---------- | ---------- | ---------- | --------- | ------ |
| 1     | Jessamyn Sauceda    | 6,35       | x          | 6,06       | 6,35      | 959    |
| 2     | Heather Miller      | 6,11       | 6,02       | 6,28       | 6,28      | 937    |
| 3     | Yorgelis Rodríguez  | 6,25       | x          | x          | 6,25      | 927    |
| 4     | Alysbeth Félix      | 6,08       | 6,17       | 4,38       | 6,17      | 902    |
| 5     | Evelis Aguilar      | 6,15       | 6,03       | 6,02       | 6,15      | 896    |
| 6     | Breanna Leslie      | 5,61       | 5,90       | 5,40       | 5,90      | 819    |
| 7     | Yusleidys Mendieta  | 5,74       | 5,89       | 5,85       | 5,89      | 816    |
| 8     | Vanessa Spínola     | 5,83       | 5,79       | 5,77       | 5,83      | 798    |
| 9     | Tamara de Sousa     | 5,65       | 5,46       | 5,55       | 5,65      | 744    |
| 10    | Anna Camila Pirelli | 5,37       | 5,36       | 5,54       | 5,54      | 712    |
|       | Jillian Drouin      |            |            |            | DNS       |        |
|       | Jessica Zelinka     |            |            |            | DNS       |        |

| Platz | Athletin  | Punkte |
| ----- | --------- | ------ |
| 1     | Rodríguez | 4708   |
| 2     | Miller    | 4578   |
| 3     | Spínola   | 4509   |
| 4     | Mendieta  | 4386   |
| 5     | Sauceda   | 4377   |
| 6     | Aguilar   | 4335   |
| 7     | Felix     | 4307   |
| 8     | Leslie    | 4243   |
| 9     | de Sousa  | 4166   |
| 10    | Pirelli   | 4011   |
| 11    | Zelinka   | 3622   |
| 12    | Drouin    | 2533   |

### Speerwurf
25. August 2015, 19:55 Uhr
| Platz | Athletin            | 1. Versuch | 2. Versuch | 3. Versuch | Weite (m) | Punkte |
| ----- | ------------------- | ---------- | ---------- | ---------- | --------- | ------ |
| 1     | Yorgelis Rodríguez  | x          | 48,32      | 46,61      | 48,32     | 828    |
| 2     | Yusleidys Mendieta  | 47,27      | 44,49      | 48,08      | 48,08     | 823    |
| 3     | Anna Camila Pirelli | 44,38      | 42,95      | 47,38      | 47,38     | 809    |
| 4     | Tamara de Sousa     | 46,96      | 45,10      | 45,48      | 46,96     | 801    |
| 5     | Vanessa Spínola     | 37,11      | 41,91      | 42,38      | 42,38     | 713    |
| 6     | Evelis Aguilar      | 38,63      | x          | 41,02      | 41,02     | 687    |
| 7     | Breanna Leslie      | 38,53      | x          | 40,84      | 40,84     | 683    |
| 8     | Heather Miller      | 38,66      | 39,75      | 40,31      | 40,31     | 673    |
| 9     | Alysbeth Félix      | 34,49      | 35,35      | 39,38      | 39,38     | 655    |
| 10    | Jessamyn Sauceda    | 35,56      | 38,51      | x          | 38,51     | 639    |

| Platz | Athletin  | Punkte |
| ----- | --------- | ------ |
| 1     | Rodríguez | 5536   |
| 2     | Miller    | 5251   |
| 3     | Spínola   | 5222   |
| 4     | Mendieta  | 5209   |
| 5     | Aguilar   | 5022   |
| 6     | Sauceda   | 5016   |
| 7     | de Sousa  | 4967   |
| 8     | Felix     | 4962   |
| 9     | Leslie    | 4926   |
| 10    | Pirelli   | 4820   |

### 800 m
25. August 2015, 21:35 Uhr
| Platz | Athletin            | Zeit (min) | Punkte |
| ----- | ------------------- | ---------- | ------ |
| 1     | Heather Miller      | 2:12,57    | 927    |
| 2     | Breanna Leslie      | 2:13,25    | 918    |
| 3     | Evelis Aguilar      | 2:13,95    | 908    |
| 4     | Alysbeth Félix      | 2:18,19    | 848    |
| 5     | Anna Camila Pirelli | 2:18,59    | 843    |
| 6     | Vanessa Spínola     | 2:20,81    | 813    |
| 7     | Yorgelis Rodríguez  | 2:22,01    | 796    |
| 8     | Jessamyn Sauceda    | 2:23,97    | 770    |
| 9     | Yusleidys Mendieta  | 2:33,42    | 651    |
| 10    | Tamara de Sousa     | 2:39,83    | 575    |

| Platz | Athletin  | Punkte |
| ----- | --------- | ------ |
| 1     | Rodríguez | 6332   |
| 2     | Miller    | 6178   |
| 3     | Spínola   | 6035   |
| 4     | Aguilar   | 5930   |
| 5     | Mendieta  | 5860   |
| 6     | Leslie    | 5844   |
| 7     | Felix     | 5810   |
| 8     | Sauceda   | 5786   |
| 9     | Pirelli   | 5663   |
| 10    | de Sousa  | 5542   |

## Endplatzierungen
| Platz | Athletin            | Land               | Punkte     |
| ----- | ------------------- | ------------------ | ---------- |
|       | Yorgelis Rodríguez  | Kuba               | 6332 PR PB |
|       | Heather Miller-Koch | Vereinigte Staaten | 6178       |
|       | Vanessa Spínola     | Brasilien          | 6035       |
| 4     | Evelis Aguilar      | Kolumbien          | 5930 NR    |
| 5     | Yusleidys Mendieta  | Kuba               | 5860       |
| 6     | Breanna Leslie      | Vereinigte Staaten | 5844       |
| 7     | Alysbeth Félix      | Puerto Rico        | 5810 NR    |
| 8     | Jessamyn Sauceda    | Mexiko             | 5786 NR    |
| 9     | Ana Camila Pirelli  | Paraguay           | 5663 SB    |
| 10    | Tamara de Sousa     | Brasilien          | 5542       |
|       | Jillian Drouin      | Kanada             | DNF        |
|       | Jessica Zelinka     | Kanada             | DNF        |